# Thomas Dybdahl
Thomas Dybdahl (Sandnes, 12 aprile 1979) è un musicista e cantautore norvegese.

## Discografia

### Album
- ...that great October sound (2002)
- Stray Dogs (2003)
- One day you'll dance for me, New York City (2004), (versione danese 2005)
- October Trilogy (2006)
- Science (2006)
- Waiting for That One Clear Moment (2010)
- What's Left Is Forever (2013)

### EPs/Single
- Bird EP (2000)
- John Wayne EP (2001)
- Rain down on Me (2003)
- A Lovestory (2004)
- Damn Heart (2006)

### Altri lanci
- Quadrophonics - Q (1998)
- The National Bank - The National Bank (2004)
- The National Bank - Come On Over To The Other Side (2008)

#### DVD
- That Great October DVD (2003)
- That Great October DVD Digitally Remastered (2005)